# Bouwerschap
Bouwerschap, vroeger ook De Bauwert, is een gehucht (streek) in de gemeente Groningen, vanouds behorend tot de kerspel Ten Boer, met een klein deel onder Woltersum.
Het is gelegen aan de oostzijde van het Damsterdiep in de Boltjerpolder, gelegen langs de weg tussen de dorpen Ten Boer en Woltersum. De weg zelf heet Bouwerschapweg. De nederzetting bij de brug over het Damsterdiep werd in de 19e eeuw Boltklap genoemd.
De naam komt van bouwerd, waarschijnlijk in de betekenis van bouwland (vergelijk De Bouwerd en De Paauwen). De oudste vermelding van de naam in de Bawert is uit 1431. Een parochieregister van omstreeks 1500 meldt: de huisen tusschen Woltersum ende die Buiren hietmen inde Bauwert. De buurtschap was oorspronkelijk een randveennederzetting, in cultuur gebracht vanuit Wittewierum. In het achterland ontstonden de dorpen Heidenschap en Harkstede.
Aan de lane die doer die Bawert gheet in het kerspel Woltersum bevond zich in 1449 het Ebbekema Hesselsama steenhues ende heert. Dit werd mit der heerlicheijt ende landen door zekere Azego ten Post aan de edelman Dutmar Rengers verkocht. Ook bevond zich onder Bouwerschap de kloosterboerderij 'Groot Waschhuis'. De buurtschap gaf verder zijn naam aan de Westerbouwester of Waschhuister Zijleed van het Generale Zijlvest der Drie Delfzijlen. Het westelijke deel van de buurtschap behoorde tot het Winsumer- en Schaphalsterzijlvest (Boerster Eed). De Grasdijk of Damsterwal vormde de scheiding tussen beide zijlvesten; een groot deel van Bouwerschap lag buiten de wal.
Een boerderij ten noorden van Woltersum kreeg omstreeks 1970 de naam 'Zuider Bawert' (naar een document uit de 15e eeuw).

## Vuilstort
Nadat in 1931 een kind was verdronken in de Woltersumer Ae werd in 1933 ter hoogte van de Bouwerschapweg 58 aan weg met behulp van arbeiders uit de werkverschaffing onder leiding van de Heidemij een zwembad ingericht in een oud kleigat. Dit zwembad raakte echter zwaar beschadigd door de inundatie van de winter van 1944-45 en werd daarom in 1952 gesloten. Vervolgens werd het terrein vanaf 1965 met toestemming van de gemeente Ten Boer door het bedrijf A. Kappen en later door de firma Bouwman als vuilstort voor onder andere chemisch afval (van AKU en opvolger Akzo) gebruikt. In 1974 werden, nadat er een koe was overleden en de Volkskrant hierover een artikel schreef, kamervragen gesteld. Hierop stelde de provincie een onderzoek in, waaruit bleek dat het grond- en oppervlaktewater door lekkage vervuild raakten. Omdat geld voor sanering ontbrak, werd het terrein in 1982 alleen afgedekt met een bitumineuze afdeklaag (hypofors) en een leeflaag. In 1996 bleek dat de sloten om het terrein ernstig vervuild waren, maar er geen direct gevaar voor de omgeving was. De sloten werden daarop opgeschoond. In 2008 bleek dat de vervuiling in de omringende sloten nog steeds een gevaar was.

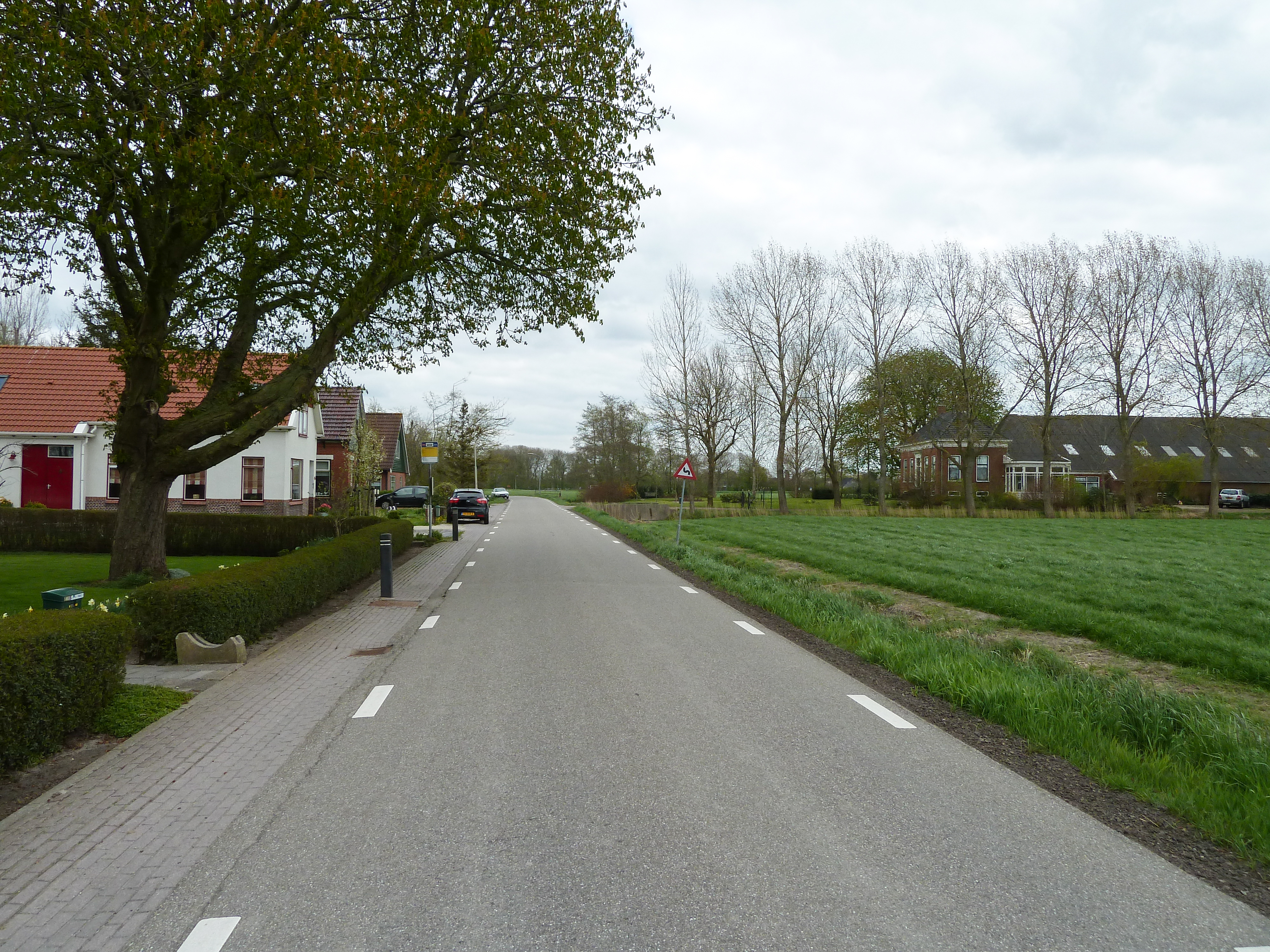
Buurtje aan de Bouwerschapweg nabij Woltersum
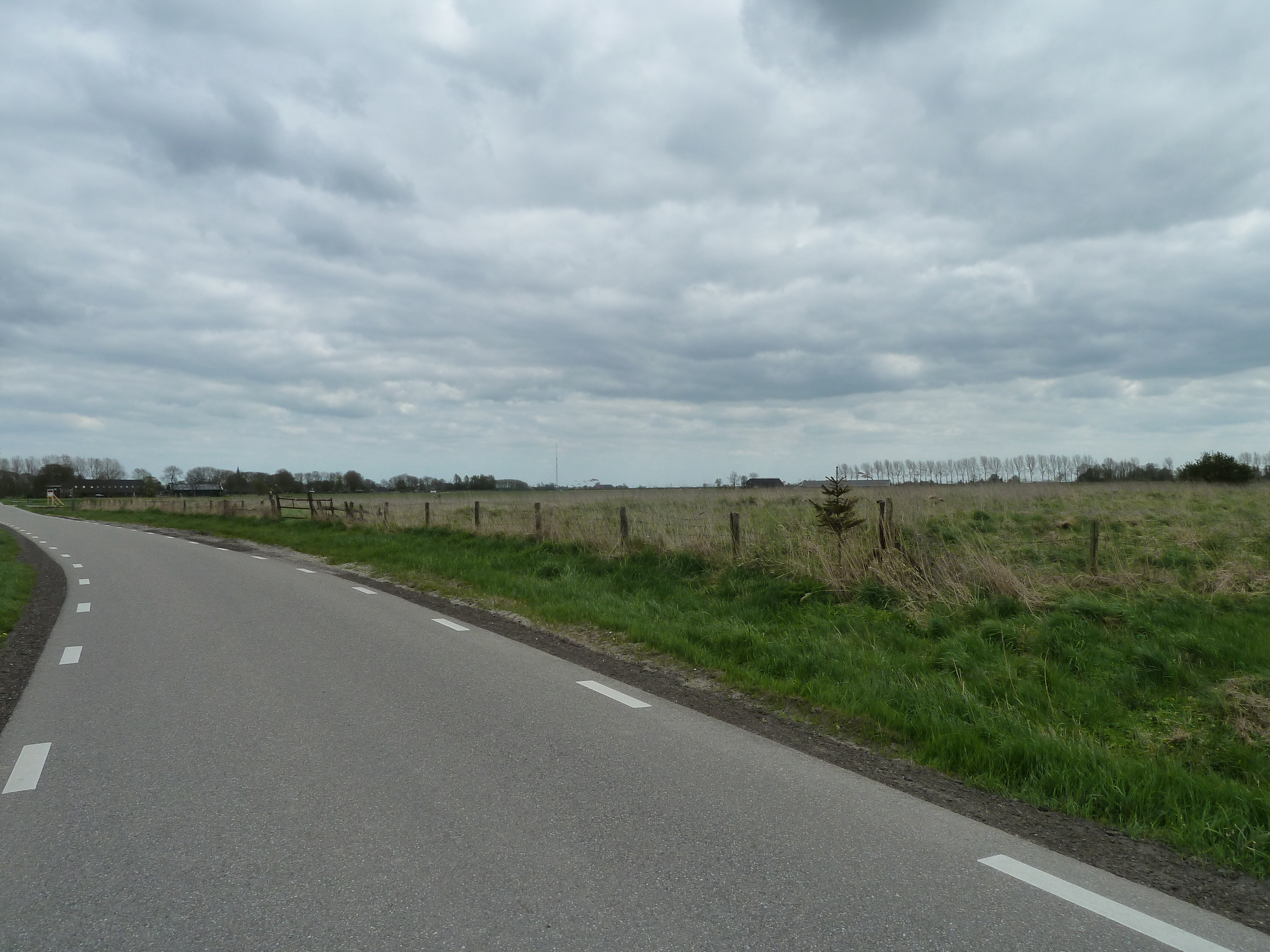
Voormalige vuilstort aan de Bouwerschapweg
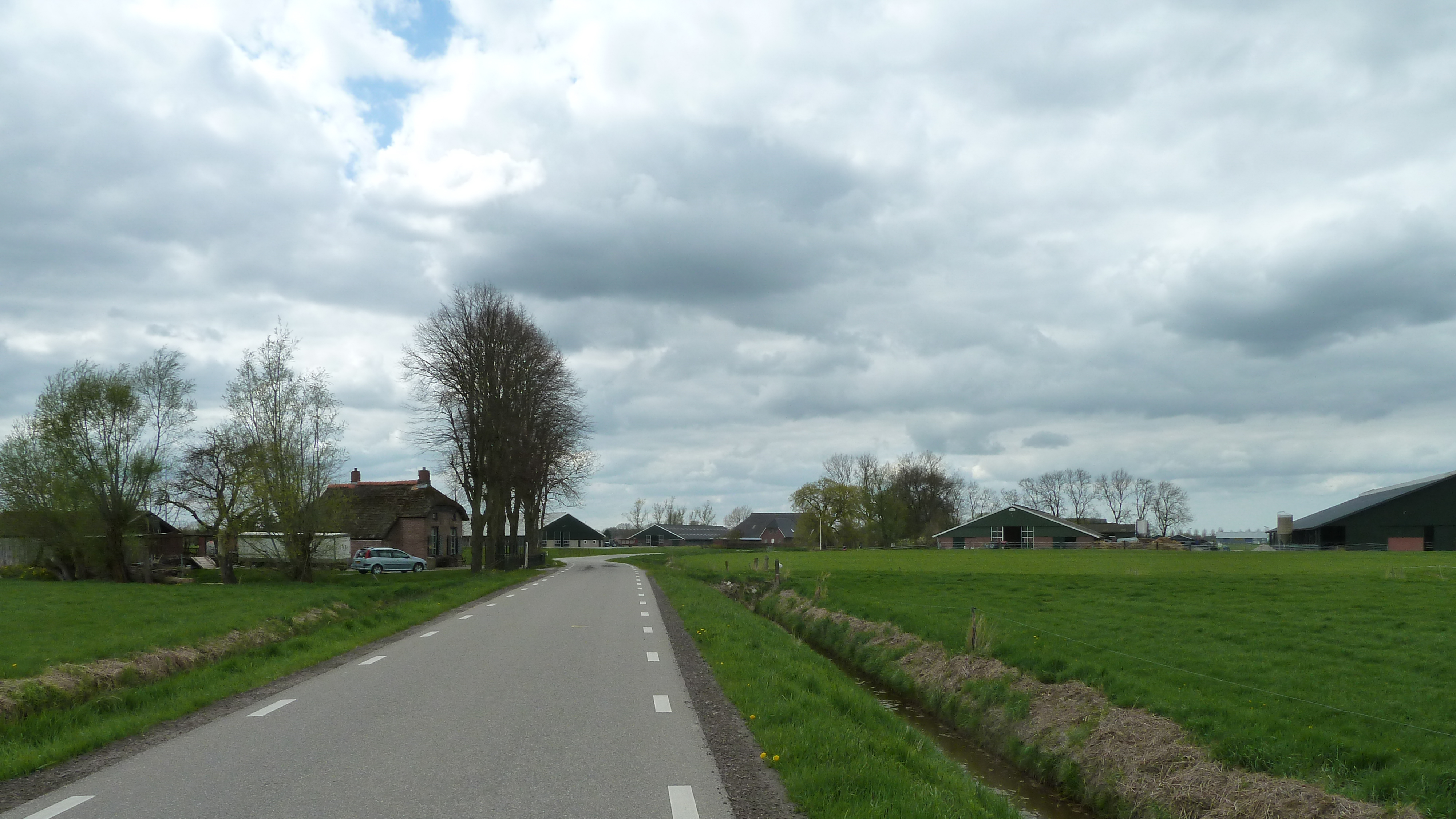
Verspreide bebouwing aan de Bouwerschapweg. Het huis links staat naast de voormalige vuilstort

Stad: Groningen

Dorpen: Garmerwolde · Glimmen · Haren · Harkstede (deels) · Lageland · Lellens · Meerstad · Noordlaren · Onnen · Sint-Annen · Ten Boer · Ten Post · Thesinge · Winneweer · Woltersum

Buurtschappen: Achter-Thesinge · Boltklap · Bouwerschap · Bovenrijge · Dilgt · Dorkwerd · Engelbert · Emmerwolde · Essen · Euvelgunne · Felland · Harendermolen · Hemert · Hemmen · Hoogkerk · Leegkerk · Hoornsedijk · Klein Harkstede · Kröddeburen · Lageweg · Lutjewolde · Middelbert · Noorddijk · Noorderhoogebrug · Oosterdijkshorn · Oosterhoogebrug · Oude Roodehaan · Paterswolde (deels) · Ruischerbrug · Roodehaan · Slaperstil · Steerwolde · Vierverlaten · Wittewierum · Zevenhuisjes

Provincie Groningen: Steden en dorpen      Nederland: Provincies · Gemeenten